# Kaupang
Kaupang blev brugt om flere bosættelser i vikingetiden i Norge. Det første Kaupang (Skíringssalr) blev grundlagt omkring 800. Skiringssal var dermed den første norske købstad. I nærheden blev fundet Gokstadskibet.
De første byer i Norden var Ribe (ca. 710) og Hedeby (ca. 810) i Danmark, Birka (ca. 750) ved Mälaren i Sverige og Kaupang/Skiringssal (ca. 800) i Norge.